# Vila de Rei
Vila de Rei é uma vila portuguesa pertencente ao distrito de Castelo Branco, na província da Beira Baixa. Integra atualmente a NUTS 3 da região do Centro e sub-região da Beira Baixa, com cerca de 2 497 habitantes.
É sede do Município de Vila de Rei com 191,55 km² de área e 3.442 habitantes (2023), subdividido em 3 freguesias. O município é limitado a norte pelo grande município da Sertã, a leste por Mação, a sul pelo Sardoal e por Abrantes e a oeste por Ferreira do Zêzere.
O município é atravessado pela Estrada Nacional N2, a maior e mais tradicional estrada de Portugal, e desfruta também das águas límpidas e puras do rio Zêzere, mais precisamente da Albufeira de Castelo de Bode para captação de água e atividades balneares.
A cerca de 2 km da sede do município encontra-se o Centro Geodésico de Portugal Continental, na Serra da Melriça. No alto desta serra, encontra-se construído um marco com cerca de 20 metros de altura, denominado popularmente de "Picoto", marcando assim o Centro a nível de coordenadas geodésicas do país: Vila de Rei é assim oficialmente conhecida como o centro do país. 
Vila de Rei recebeu foral de Dom Dinis em 1285.

## Evolução da População do Município
Obs.: Número de habitantes "residentes", ou seja, que tinham a residência oficial neste município à data em que os censos  se realizaram.
De acordo com os dados do INE o distrito de Castelo Branco registou em 2021 um decréscimo populacional na ordem dos 9.3% relativamente aos resultados do censo de 2011. No concelho de Vila de Rei esse decréscimo rondou os 5.0%.
| Número de habitantes por Grupo Etário | Número de habitantes por Grupo Etário | Número de habitantes por Grupo Etário | Número de habitantes por Grupo Etário | Número de habitantes por Grupo Etário | Número de habitantes por Grupo Etário | Número de habitantes por Grupo Etário | Número de habitantes por Grupo Etário | Número de habitantes por Grupo Etário | Número de habitantes por Grupo Etário | Número de habitantes por Grupo Etário | Número de habitantes por Grupo Etário | Número de habitantes por Grupo Etário | Número de habitantes por Grupo Etário |
| ------------------------------------- | ------------------------------------- | ------------------------------------- | ------------------------------------- | ------------------------------------- | ------------------------------------- | ------------------------------------- | ------------------------------------- | ------------------------------------- | ------------------------------------- | ------------------------------------- | ------------------------------------- | ------------------------------------- | ------------------------------------- |
|                                       | 1900                                  | 1911                                  | 1920                                  | 1930                                  | 1940                                  | 1950                                  | 1960                                  | 1970                                  | 1981                                  | 1991                                  | 2001                                  | 2011                                  | 2021                                  |
| 0-14 Anos                             | 2 184                                 | 2 317                                 | 2 191                                 | 2 333                                 | 2 595                                 | 2 464                                 | 2 215                                 | 1 460                                 | 762                                   | 525                                   | 388                                   | 364                                   | 296                                   |
| 15-24 Anos                            | 1 094                                 | 1 235                                 | 1 097                                 | 1 346                                 | 1 317                                 | 1 369                                 | 1 136                                 | 1 015                                 | 758                                   | 325                                   | 354                                   | 266                                   | 278                                   |
| 25-64 Anos                            | 2 943                                 | 3 183                                 | 3 074                                 | 3 382                                 | 3 689                                 | 3 430                                 | 3 210                                 | 2 610                                 | 2 025                                 | 1 699                                 | 1 412                                 | 1 449                                 | 1 365                                 |
| = ou > 65 Anos                        | 466                                   | 590                                   | 694                                   | 719                                   | 744                                   | 900                                   | 1 007                                 | 1 065                                 | 1 109                                 | 1 138                                 | 1 200                                 | 1 373                                 | 1 340                                 |

(Obs: De 1900 a 1950 os dados referem-se à população "de facto", ou seja, que estava presente no município à data em que os censos se realizaram. Daí que se registem algumas diferenças relativamente à designada população residente

## Freguesias
O município de Vila de Rei tem como freguesias:
- Fundada
- São João do Peso
- Vila de Rei

| Freguesia        | População (2021) | População (% do município) | Densidade Populacional (hab/km2) |
| ---------------- | ---------------- | -------------------------- | -------------------------------- |
| Vila de Rei      | 2 593            | 79,15                      | 18,3                             |
| Fundada          | 551              | 16,82                      | 15,2                             |
| São João do Peso | 132              | 4,03                       | 10,2                             |

## Cultura

### Espaços culturais
- Museu Municipal de Vila de Rei - (histórico e etnográfico).
- Museu de Geodésia
- Museu do Fogo e da Resina
- Museu das Aldeias - Relva
- Pequeno Museu da Aventura e Viagem - Trutas
- Biblioteca Municipal José Cardoso Pires
- Espaço de Cultura e Lazer da Fundada - Biblioteca / Espaço de acesso à Internet

### Eventos culturais
A Câmara Municipal de Vila de Rei organiza anualmente a Feira de Enchidos, Queijo e Mel.
Esta feira realiza-se normalmente entre o último fim-de-semana do mês Julho e o primeiro de Agosto. Além de dar a conhecer as especialidades gastronómicas da região e apresentar também o artesanato local, é organizada uma feira do livro.
Também organizado pela câmara é o festival "Rock na Vila". Um festival de música que se realiza na sede do município. Geralmente acontece no mês de Junho.

Freguesias do município de Vila de Rei.

## Desporto
A Câmara Municipal de Vila de Rei organiza anualmente as Jornadas Desportivas do município - conjunto de actividades desportivas com finalidades formativas e recreativas.
O clube de Vilarregense Futebol Clube participa em diversos escalões de competição da Associação de Futebol de Castelo Branco.
Em 2007 o Vilarregense Futebol Clube tornou-se membro da federação nacional de orientação e organizou a sua primeira prova de orientação.

### Espaços desportivos
- Campo de Futebol de 11 - Vilarregense Futebol Clube - Vila de Rei
- Piscina Municipal Coberta - Vila de Rei
- Piscina Municipal Descoberta - Vila de Rei
- Pavilhão Desportivo Multiusos - Vila de Rei
- Ginásio Municipal - Vila de Rei
- Campo de Mini-Golfe - Vila de Rei
- Skate Park - Vila de Rei
- Mini-campo de jogos - Parque das Feiras - Vila de Rei
- Campo Multiusos - Clube Cultural Desportivo e Recreativo da Fundada - Fundada
- Cable Park - Praia Fluvial das Fernandaires

### Eventos desportivos
- Passeio TT - Esganados TT Vila de Rei
- Passeio das Bonitas - Bombeiros Voluntários de Vila de Rei
- Passeio de BTT - Esganados TT Vila de Rei

## Política

### Presidentes eleitos
- 2025–presente: Paulo César Laranjeira Luís (PPD/PSD)[2]
- 2021–2025: Ricardo Jorge Martins Aires (PPD/PSD)[9]
- 2017–2021: Ricardo Jorge Martins Aires (PPD/PSD)[10]
- 2013–2017: Ricardo Jorge Martins Aires (PPD/PSD)[11]
- 2009–2013: Maria Irene da Conceição Barata Joaquim (PPD/PSD)
- 2005–2009: Maria Irene da Conceição Barata Joaquim (PPD/PSD)
- 2001–2005: Maria Irene da Conceição Barata Joaquim (PPD/PSD)
- 1997–2001: Maria Irene da Conceição Barata Joaquim (PPD/PSD)
- 1993–1997: Maria Irene da Conceição Barata Joaquim (PPD/PSD)
- 1989–1993: Maria Irene da Conceição Barata Joaquim (PSD)
- 1988–1989: Manuel Mendes Laranjeira (CDS)
- 1985–1988: José Sebastião Camejo Mendes (CDS)
- 1982–1985: José Maria da Silva (AD)
- 1979–1982: José Maria da Silva (AD)
- 1976–1979: Hermínio Baptista Santos (PSD)

### Eleições autárquicas[13]
| Data | %       | V       | %     | V     | %            | V            | %     | V  | %              | V      | %              | V         | %              | V   | Participação |                |
| Data | PPD/PSD | PPD/PSD | PS    | PS    | FEPU/APU/CDU | FEPU/APU/CDU | AD    | AD | CDS-PP         | CDS-PP | PCTP/MRPP      | PCTP/MRPP | PSN            | PSN | Participação |                |
| ---- | ------- | ------- | ----- | ----- | ------------ | ------------ | ----- | -- | -------------- | ------ | -------------- | --------- | -------------- | --- | ------------ | -------------- |
| Data | 1976    | 73,84   | 4     | 18,34 | 1            | 1,27         | -     |    |                |        |                |           |                |     |              | 61,65 / 100,00 |
| 1979 | AD      | AD      | 10,73 | -     | 2,76         | -            | 82,45 | 5  | AD             | AD     | 68,73 / 100,00 |           |                |     |              |                |
| 1982 | AD      | AD      | 13,89 | -     | 1,87         | -            | 75,65 | 5  | AD             | AD     | 2,61           | -         | 64,95 / 100,00 |     |              |                |
| 1985 | 37,76   | 2       | 4,66  | -     | 1,20         | -            |       |    | 53,02          | 3      |                |           | 69,36 / 100,00 |     |              |                |
| 1989 | 46,97   | 3       | 5,28  | -     | 0,34         | -            | 44,58 | 2  | 73,47 / 100,00 |        |                |           |                |     |              |                |
| 1993 | 66,01   | 4       | 3,44  | -     | 0,33         | -            | 24,01 | 1  | 1,03           | -      | 72,61 / 100,00 |           |                |     |              |                |
| 1997 | 64,00   | 4       | 13,33 | -     | 1,04         | -            | 14,41 | 1  |                |        | 70,49 / 100,00 |           |                |     |              |                |
| 2001 | 48,35   | 3       | 12,97 | -     | 1,14         | -            | 30,76 | 2  | 74,39 / 100,00 |        |                |           |                |     |              |                |
| 2005 | 62,57   | 4       | 6,24  | -     | 2,31         | -            | 23,11 | 1  | 76,68 / 100,00 |        |                |           |                |     |              |                |
| 2009 | 61,09   | 4       | 18,70 | 1     | 4,30         | -            | 10,13 | -  | 72,44 / 100,00 |        |                |           |                |     |              |                |
| 2013 | 51,43   | 3       | 31,16 | 2     | 2,53         | -            | 8,07  | -  | 71,82 / 100,00 |        |                |           |                |     |              |                |
| 2017 | 59,70   | 4       | 27,98 | 1     | 3,06         | -            | 3,39  | -  | 73,99 / 100,00 |        |                |           |                |     |              |                |
| 2021 | 61,26   | 4       | 26,97 | 1     | 5,51         | -            |       |    | 71,95 / 100,00 |        |                |           |                |     |              |                |

### Eleições legislativas
| Data | %     | %     | %     | %     | %    | %     | %        | %     | %    | %     | %    | %   | %       | % | %  | %  |
| Data | CDS   | PSD   | PS    | UDP   | PCP  | AD    | APU/ CDU | FRS   | PRD  | PSN   | BE   | PAN | PSD CDS | L | CH | IL |
| ---- | ----- | ----- | ----- | ----- | ---- | ----- | -------- | ----- | ---- | ----- | ---- | --- | ------- | - | -- | -- |
| 1976 | 45,92 | 28,56 | 13,13 | 0,80  | 0,46 |       |          |       |      |       |      |     |         |   |    |    |
| 1979 | AD    |       | 6,87  | 0,99  | APU  | 84,11 | 2,18     |       |      |       |      |     |         |   |    |    |
| 1980 | AD    | FRS   | 0,21  | 85,45 | APU  | 1,65  | 8,25     |       |      |       |      |     |         |   |    |    |
| 1983 | 14,75 | 64,24 | 11,75 | 0,26  | APU  |       | 1,83     |       |      |       |      |     |         |   |    |    |
| 1985 | 26,62 | 48,02 | 6,71  | 0,45  | APU  | 1,26  | 10,41    |       |      |       |      |     |         |   |    |    |
| 1987 | 10,17 | 75,84 | 5,51  | 0,40  | CDU  | 1,06  | 0,92     |       |      |       |      |     |         |   |    |    |
| 1991 | 4,92  | 82,86 | 7,44  |       | CDU  | 0,32  | 0,32     | 1,45  |      |       |      |     |         |   |    |    |
| 1995 | 9,88  | 70,23 | 15,16 | 0,31  | CDU  | 0,43  |          |       |      |       |      |     |         |   |    |    |
| 1999 | 10,17 | 64,91 | 18,01 |       | CDU  | 1,47  | 0,94     |       |      |       |      |     |         |   |    |    |
| 2002 | 15,18 | 66,18 | 12,95 | 0,56  | CDU  | 0,68  |          |       |      |       |      |     |         |   |    |    |
| 2005 | 15,17 | 55,48 | 17,47 | 1,78  | CDU  | 2,51  |          |       |      |       |      |     |         |   |    |    |
| 2009 | 15,20 | 51,74 | 15,60 | 1,96  | CDU  | 5,57  |          |       |      |       |      |     |         |   |    |    |
| 2011 | 13,79 | 61,34 | 12,06 | 1,82  | CDU  | 1,82  | 0,56     |       |      |       |      |     |         |   |    |    |
| 2015 | PSD   | CDS   | 17,80 | 2,71  | CDU  | 5,13  | 1,11     | 62,14 | 0,45 |       |      |     |         |   |    |    |
| 2019 | 7,00  | 46,84 | 21,80 | 2,25  | CDU  | 5,44  | 2,14     |       | 0,99 | 1,25  | 0,42 |     |         |   |    |    |
| 2022 | 3,49  | 45,15 | 27,56 | 2,09  | CDU  | 2,95  | 1,18     | 0,59  | 8,36 | 2,63  |      |     |         |   |    |    |
| 2024 | AD    | AD    | 18,03 | 44,86 | CDU  | 1,62  | 2,36     | 1,33  | 1,82 | 19,66 | 2,56 |     |         |   |    |    |

## O que visitar

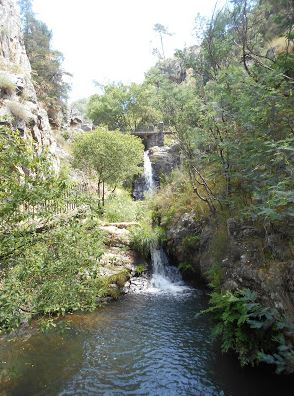
Cascatas do Penedo Furado e piscinas naturais

- O Centro Geodésico de Portugal continental encontra-se em Vila de Rei. Este ponto, assinalado por um marco geodésico, encontra-se no cume da Serra da Melriça e tem o nome de Picoto da Melriça. Uma visita a este local impõe-se não só pelo simbolismo do local como pela vista que se alcança a 360º, podendo vislumbrar-se em dias limpos a Serra da Estrela a cerca de 100 km de distância.
- Cascata do Penedo Furado - Conjunto de Piscinas naturais, cascatas e trilhos. No ano de 2019 foram inaugurados os passadiços do Penedo Furado[16] com uma extensão de 532 metros e que permitem um acesso mais fácil às cascatas deste local. Existem planos para aumentar a extensão total destes passadiços criando um circuito com 2 km.

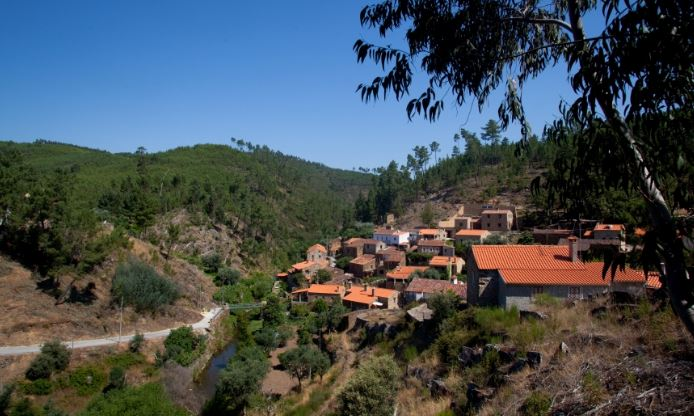
Casario da aldeia da Água Formosa

- Casario da aldeia da Água FormosaÁgua Formosa - Aldeia de xisto. Esta pequena aldeia escondida num vale mantém o traço original bem vísivel nas paredes das casas. Conta atualmente com meia-dúzia de habitantes permanentes, no entanto, este cultivam ainda hortas junto à ribeira que circunda a aldeia, cuidando também das flores espalhadas ao longo das ruas que apenas podem ser percorridas a pé e que embelezam este local.
- Fernandaires - Albufeira de Castelo de Bode, Aldeia, Praia Fluvial. Este local de beleza natural imensa é visitado especialmente no período do verão, permitindo a realização de atividades como canoagem, stand-up padel, passeios de barco e campismo. É também um dos locais pertencentes à primeira estância de Wakeboard em Portugal[17] na albufeira de Castelo de Bode, dispondo de um Cable Park. É ainda um local propício à pesca tanto nas margens da albufeira como através de barco, realizando-se anualmente uma competição de apanha da Achigã neste local.

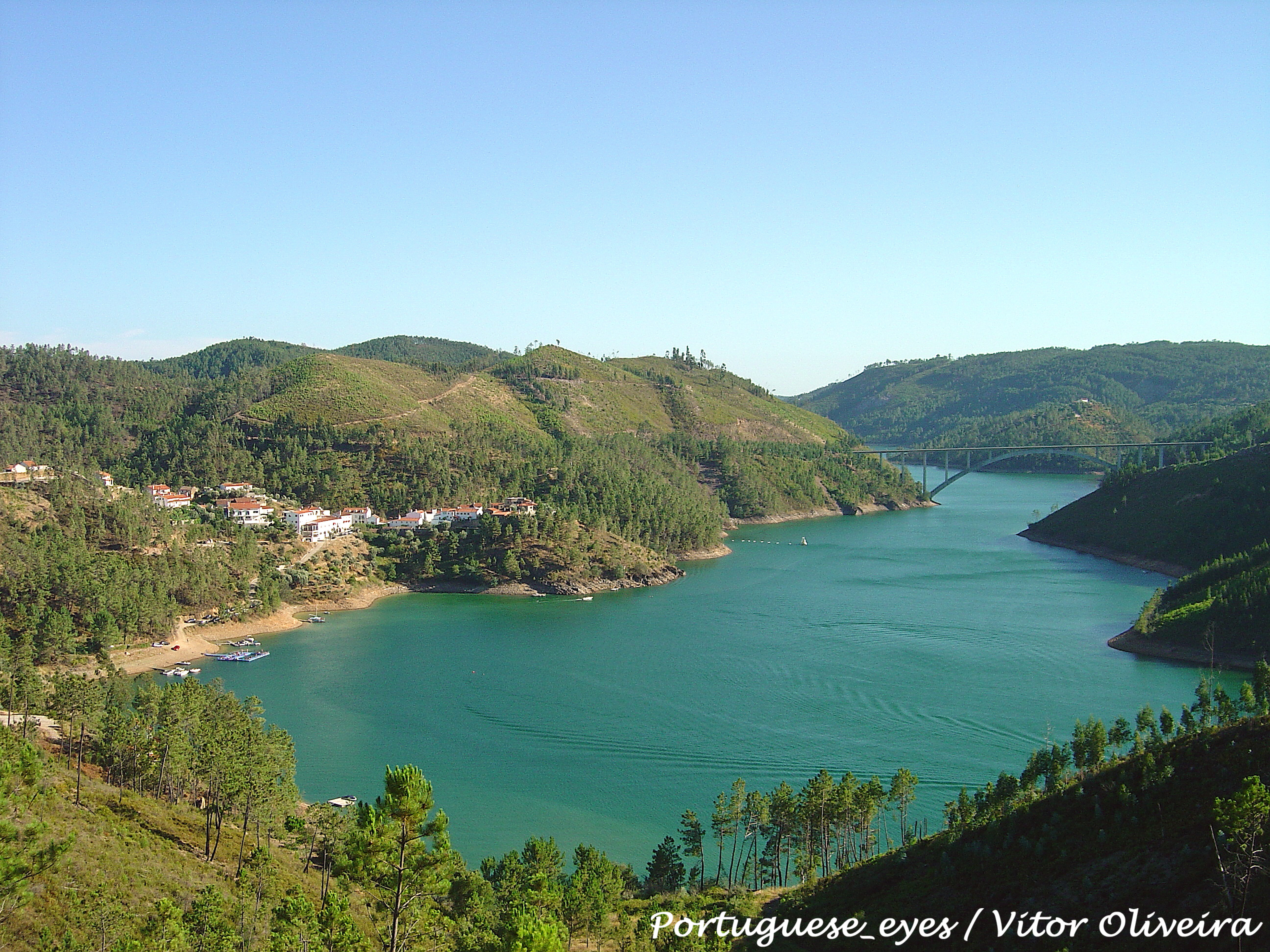
Praia fluvial da Zaboeira

- Praia fluvial da ZaboeiraZaboeira - Albufeira de Castelo de Bode, Aldeia, Praia Fluvial. Zona balnear muito calma com uma envolvente montanhosa fascinante e com a ponte em arco como plano de fundo. Esta ponte liga os municípios de Vila de Rei e Ferreira do Zêzere.
- Bostelim - Ribeira do Bostelim, Praia Fluvial - Situada entre as freguesias de São João do Peso e Fundada, esta praia está totalmente rodeada por floresta oferecendo ao visitante um experiência imersiva na natureza. É a única praia fluvial distinguida com a Bandeira Azul no distrito de Castelo Branco[18], distinção que recebeu pelo 4º ano consecutivo em 2019, está ainda classificada como Praia Acessível. Este local dispõe de instalações para campismo e caravanismo.
- Pego das Cancelas - Ribeira da Isna, Praia Fluvial - Local afastado de qualquer povoação e em comunhão perfeita com a natureza. Muito próximo desta praia fluvial fica a Ponte dos 3 Concelhos, local onde convergem os municípios de Vila de Rei, Sertã e Mação.
- Quedas de água dos Poios - Cascatas, trilho
- Percursos do município de Vila de Rei:[19]
  - Grande Rota do Zêzere
  - Grande Rota da Prata e do Ouro
  - PR1 VLR - Trilho das Cascatas
  - PR3 VLR - Trilho das Bufareiras
  - PR4 VLR - Caminho do Xisto de Água Formosa
  - PR5 VLR - Rota do Bostelim
  - PR6 VLR - Rota das Conheiras
  - Marginal à Albufeira de Castelo do Bode